# Teatr Bajka w Warszawie
Teatr Bajka – teatr działający w latach 2004−2011 w Warszawie przy ul. Marszałkowskiej 138.
Teatr Bajka był głównie sceną impresaryjną o profilu rozrywkowym. W repertuarze znajdywały się komedie, farsy, kabarety, koncerty, planowane były spektakle muzyczne oraz obyczajowe.

## Historia
Teatr rozpoczął działalność 20 września 2004 roku w lokalu po kinie „Bajka”, które upadło. Przed otwarciem przeprowadzono gruntowny remont, który miał na celu przystosowanie pomieszczeń do potrzeb teatru. Stworzono foyer, a sala została zaadaptowana dla potrzeb 400 osób, zamontowano oświetlenie teatralne, poprawiono też akustykę. Teatr posiadał scenę o wymiarach 6 m × 10 m oraz ekran kinowy.
22 lipca 2011 teatr został zamknięty. W pomieszczeniach, które zajmował, rozpoczął działalność teatr Kwadrat.